# Майкл Стрендж
Майкл Вінсент «Майк» Стрендж (англ. Michael Vincent "Mike" Strange; 6 серпня 1970) — канадський боксер, призер Панамериканських ігор.

## Аматорська кар'єра
На Олімпійських іграх 1992 в категорії до 57 кг програв у першому бою Сомлук Камсінг (Таїланд) — 9-11.
На чемпіонаті світу 1991 програв у другому бою Пак Док Гю (Південна Корея).
На чемпіонаті світу 1993 в категорії до 60 кг програв у першому бою Марко Рудольфу (Німеччина).
На Іграх Співдружності 1994 переміг п'ять суперників і став чемпіоном.
На Панамериканських іграх 1995 програв у півфіналі Хуліо Гонсалесу (Куба) і отримав бронзову медаль.
На Олімпійських іграх 1996 переміг Франциско Мартінеса (Мексика) і Мехака Казаряна (Вірменія), а у чвертьфіналі програв Тончо Тончеву (Болгарія) — 10-16.
На Іграх Співдружності 1998 в категорії до 63,5 кг переміг Рашида Матумла (Танзанія), Кльоба Сеглого (Лесото), Девіса Мвале (Замбія) і Джеррі Леграса (Сейшельські Острови), ставши чемпіоном Ігор вдруге.
На чемпіонаті світу 1999 програв у першому бою Лукашу Конечни (Чехія).
На Олімпійських іграх 2000 програв у першому бою Нурхану Сулейман-огли (Туреччина).